# Bognæs
 For alternative betydninger, se Bognæs (Vabs). (Se også artikler, som begynder med Bognæs (Vabs))
Bognæs er en fredet halvø i bunden af Roskilde Fjord. Langs halvøens fligede kyst ligger græssede strandenge og rørsumpe, der flere steder går over i meget fine skovbryn og bræmmer med højstammet bøgeskov. Bognæs har mod syd forbindelse til Sjælland via et smalt drag. Bognæs danner en tvedelt halvø, som skiller Kattinge Vig, Bredningen og Lejre Vig fra hinanden. Storskoven og Vesterskoven adskilles af den lille vig Ølvig. Halvøen har en meget fliget kystlinje og ligger omgivet af flere småøer og holme. Det meste af halvøen består af skov og nogle steder går skoven helt ud til strandkanten. Terrænet er svagt bølget med enkelte bakker.
Skovens karakterart er ramsløg, hvis stærke duft slår en i møde hele sommerhalvåret. På den yderste del af halvøen ligger Askehoved med en blandet skarv- og hejrekoloni, som i de seneste år er gået kraftig tilbage på grund af havørnen, der har sin rede tæt ved kolonien. Efter flere års tilløb er et havørnepar begyndt at yngle på Egehoved, så derfor er denne del af skoven lukket for offentlig adgang fra 1. februar til 1. august
Bognæs ligger i Natura 2000-område nr. 136 Roskilde Fjord og Jægerspris Nordskov og er en del af Nationalpark Skjoldungernes Land. Bognæshalvøen, i alt 476 hektar, blev fredet i 1969.

## Kulturhistorie
Langs kysterne er der fundet flere bopladser og køkkenmøddinger fra stenalderen. Nogle af bopladserne er fundet på lavt vand nord for Bognæs. De tydeligste fortidsminder i dag er de fem gravhøje på Bognæs, som formentlig er fra bronzealderen.
Bognæs har navn efter bøgen, og hele halvøen har i århundreder været anvendt til græsning og oldendrift. Bognæs er hegnet, så den fungerer som dyrehave, med en  fastbestand af dådyr. Fra 1730, hvor Christian 6. skænkede jagt- og fiskeriretten til sin finansminister, C. L. von Plessen, hørte Bognæs ind under Selsø-Lindholm Gods, indtil halvøen i 1995 blev solgt til en anden privat ejer.
I mange år lå gården Bognæsgaard (opført i 1816) på næsset, og denne gård blev brugt som kulisse for en række danske film i 1950'erne, heriblandt Mosekongen, Flintesønnerne og Vagabonderne på Bakkegaarden. Da gården brændte ad to omgange i 1962, brugte man en delvist nedbrændt længe i Der brænder en ild, hvorpå en ny Bognæsgaard blev opført et stykke fra brandtomten.